# Haplochromis erythromaculatus
Haplochromis erythromaculatus é uma espécie de peixe da família Cichlidae.
É endémica do Ruanda.
Os seus habitats naturais são: rios, lagos de água doce, marismas de água doce e deltas interiores.
Está ameaçada por perda de habitat.